# 盧煥 (正德進士)
盧煥（1486年—？），字堯文，號雷石，河南汝寧府光州光山縣人，軍籍，明朝政治人物。

## 生平
正德十一年（1516年）丙子科河南鄉試第一名舉人。正德十二年丁丑科會試第一百四十名，未殿试，十六年（1521年）中式辛巳科第二甲第九十七名進士。改翰林院庶吉士，嘉靖元年（1522年）十一月授监察御史，提调南直隶學政，六年九月考察閑住致仕，卒。

## 家族
曾祖盧順；祖父盧寧，曾任監生；父盧彛，曾任監生。母陳氏。严侍下。弟盧采、盧焞。